# KAKE
Pour les articles homonymes, voir Kake.
KAKE est une station de télévision américaine affilié au réseau ABC détenue par Lockwood Broadcast Group et située à Wichita dans le Kansas sur le canal 10.
À l'aide de ses nombreux ré-émetteurs, la station identifie son territoire KAKEland.

## Diffusion
| Channel | Image | Format | Programme                           |
| ------- | ----- | ------ | ----------------------------------- |
| 10.1    | 720p  | 16:9   | Programmation principale KAKE / ABC |
| 10.2    | 480i  | 4:3    | Me-TV                               |

## Antennes
- KAKE (VHF 10) : Wichita, situé près de Colwich
  - KAKE (UHF 21) : nord et ouest de Wichita
- KUPK (VHH 13) : Garden City
- KLBY (UHF 17) : Colby
- KHDS-LP (UHF 51) : Salina
- KGBD-LP (UHF 30) : Great Bend
  - K25CV (UHF 25) : Hays
  - K38GH (UHF 38) : Russell